# Metatiron triocellatus
Metatiron triocellatus är en kräftdjursart som först beskrevs av Goeke 1982.  Metatiron triocellatus ingår i släktet Metatiron och familjen Synopiidae. Inga underarter finns listade i Catalogue of Life.